# Церква Собору Архистратига Михаїла (Бариш)
Церква Собору Архистратига Михаїла в Бариші — втрачена культова споруда, дерев'яний храм у Бариші Бучацької громади Чортківського району Тернопільської области України.

## Історія церкви
Зображена на мапах фон Міга (кін. XVIII ст.).
У 1732—1733 роках храм візитували о. [Макарій Неронович] та о. [Антоній Сідлевич], а 24 квітня 1761 — о. Микола Шадурський.
Станом на 1733—1734 роки уділяв презенту воєвода белзький Стефан Потоцький.

## Парохи
- о. Григорій Дир (1733—1734)[5].